# Elección general en Sacatepéquez de Guatemala de 2015
La elección presidencial de Guatemala de 2015 en el departamento de Sacatepéquez se llevó a cabo el domingo 6 de septiembre de 2015, y en ellas se renovaron los titulares de los cargos de elección popular de la República de Guatemala. Ninguno de los candidatos obtuvo más del 50% de los votos por lo que se convocó a una segunda vuelta realizada el domingo 25 de octubre de 2015.

## Resultados
|  | 33.37 % |

|  | 15.99 % |

|  | 10.13 % |

|  | 8.52 % |

|  | 7.84 % |

|  | 7.25 % |

|  | 5.81 % |

|  | 2.87 % |

|  | 1.88 % |

|  | 1.67 % |

|  | 1.55 % |

|  | 1.15 % |

|  | 1.04 % |

|  | 0.94 % |

|  | 3.04 % |

|  | 2.21 % |

|  | 100.00 % |

### Segunda vuelta
|  | 86.04 % |

|  | 13.96 % |

## Resultados electorales
| Departamento | Municipio                   | Nombre                         | Partido                      |
| ------------ | --------------------------- | ------------------------------ | ---------------------------- |
| Sacatepéquez | Antigua Guatemala           | Susana Heidi Asencio Lueg      | Antigua en Buenas Manos      |
| Sacatepéquez | Jocotenango                 | Marcus Alexander González P.   | MarCus                       |
| Sacatepéquez | Magdalena Milpas Altas      | Pedro Alcántara Pérez V.       | CCLM                         |
| Sacatepéquez | Pastores                    | Miguel Antonio López Barahona  | MUP                          |
| Sacatepéquez | Santiago Sacatepéquez       | Juan Carlos Barrios Rodríguez  | Convergencia Social Santiago |
| Sacatepéquez | San Lucas Sacatepéquez      | Yener Haroldo Plaza Natareno   | UNE                          |
| Sacatepéquez | Ciudad Vieja                | José Juventino Paredes Galindo | PP                           |
| Sacatepéquez | Santa Catarina Barahona     | Elmer Neftalí Ordóñez López    | PP                           |
| Sacatepéquez | San Antonio Aguas Calientes | Mynor Ariel López Hernández    | LIDER                        |
| Sacatepéquez | San Bartolomé Milpas Altas  | Rosalío Aspuac Martínez        | LIDER                        |
| Sacatepéquez | San Juan Alotenango         | José Luis Marroquín Pamal      | LIDER                        |
| Sacatepéquez | Santa María de Jesús        | Nicolás Cumá Vicente           | LIDER                        |
| Sacatepéquez | Sumpango                    | Efraín Paredes                 | LIDER                        |
| Sacatepéquez | Santa Lucía Milpas Altas    | Augusto Agustín Vicente        | TODOS                        |
| Sacatepéquez | San Miguel Dueñas           | Augusto Agustín Vicente        | TODOS                        |
| Sacatepéquez | Santo Domingo Xenacoj       | Mario Francisco Aquino Chilé   | TODOS                        |